# Меморијални центар холокауста Јевреја Македоније
Меморијални центар холокауста Јевреја Македоније (мкд. Меморијален центар на холокаустот на Евреите од Македонија) је меморијални музеј посвећен холокаусту 7.148 Јевреја с подручја данашње Северне Македоније и историји Јевреја на Балкану. Музеј се налази у Скопљу.

## Историјат
Радови на изградњи музеја започели су 2005. године.
Меморијални центар налази се у бившој Јеврејској четврти Скопља, која је била центар свакодневног живота Јевреја све до депортације Јевреја у логоре. Музеј се налази иза Музеја македонске борбе на обали реке Вардар.
Меморијални центар је свечано отворен 10. марта 2011. године, тачно 68 година након што су немачке снаге извршиле депортацију македонских Јевреја у логор смрти Треблинка. Отварању Центра присуствовали су високи званичници Северне Македоније, Израела и осталих земаља, од којих су неки били македонски премијер Никола Груевски, председник Ђорге Иванов, израелски заменик премијера Моше Јалон, председници Црне Горе и Албаније Филип Вујановић и Бамир Топи, као и посланици Кнесета, религијски вође и дипломате.
У прва три дана рада, Центар је посетило преко 3.000 људи.